# 政治学方法学会
政治学方法学会（英語：Society for Political Methodology）是美国政治科学量化方法研究者的专业组织，于1983年建立。政治学方法学会也是美国政治学会的分会组织之一。

## 学术期刊
政治学方法学会出版同行评审学术期刊《政治分析》。

## 外部连结
- 政治学方法学会官方网站 （页面存档备份，存于）